# La Nava
La Nava ist ein Ort und eine Gemeinde (municipio) mit 255 Einwohnern (Stand: 2024) im Nordosten der südspanischen Provinz Huelva in der Autonomen Gemeinschaft Andalusien.

## Lage
La Nava liegt auf einer Anhöhe im Naturpark der Sierra de Aracena etwa gut 90 km (Fahrtstrecke) nordnordöstlich der Hafenstadt Huelva in einer Höhe von ca. 420 m.
Das Klima im Winter ist gemäßigt, im Sommer dagegen warm bis heiß; die geringen Niederschlagsmengen (ca. 574 mm/Jahr) fallen – mit Ausnahme der nahezu regenlosen Sommermonate – verteilt übers ganze Jahr.

## Bevölkerungsentwicklung
| Jahr      | 1970 | 1980 | 1990 | 2000 | 2010 | 2020 |
| Einwohner | 687  | 395  | 350  | 317  | 315  | 249  |

Der deutliche Bevölkerungsrückgang in der zweiten Hälfte des 20. Jahrhunderts ist im Wesentlichen auf die Mechanisierung der Landwirtschaft und den damit einhergehenden Verlust an Arbeitsplätzen zurückzuführen.

## Sehenswürdigkeiten
- Marienkirche (Iglesia de Nuestra Señora de Gracia)
- Kapelle der Tugendhaftigkeit (Ermita de las Virtudes)
- mittelalterliche Brücke

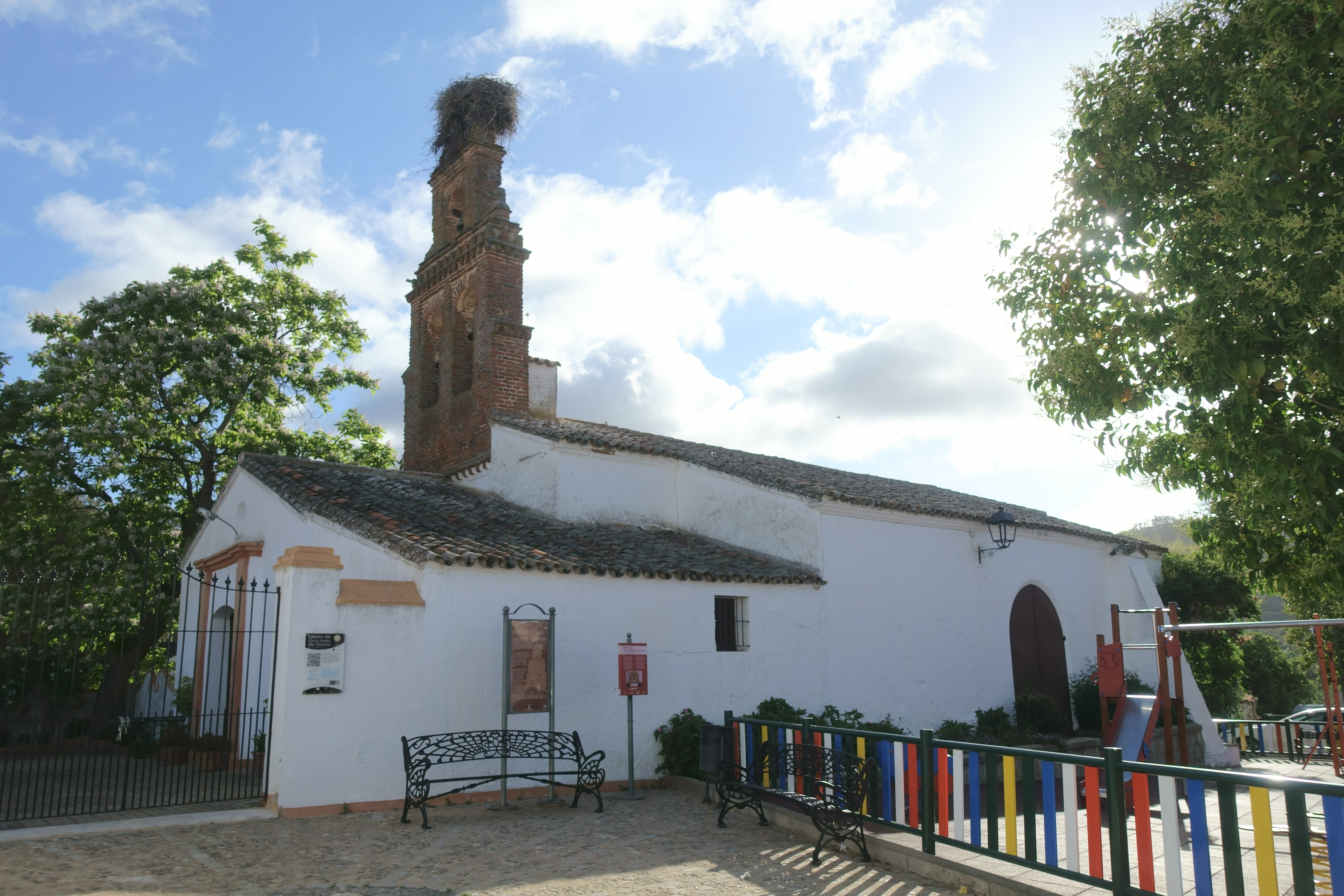
Marienkirche
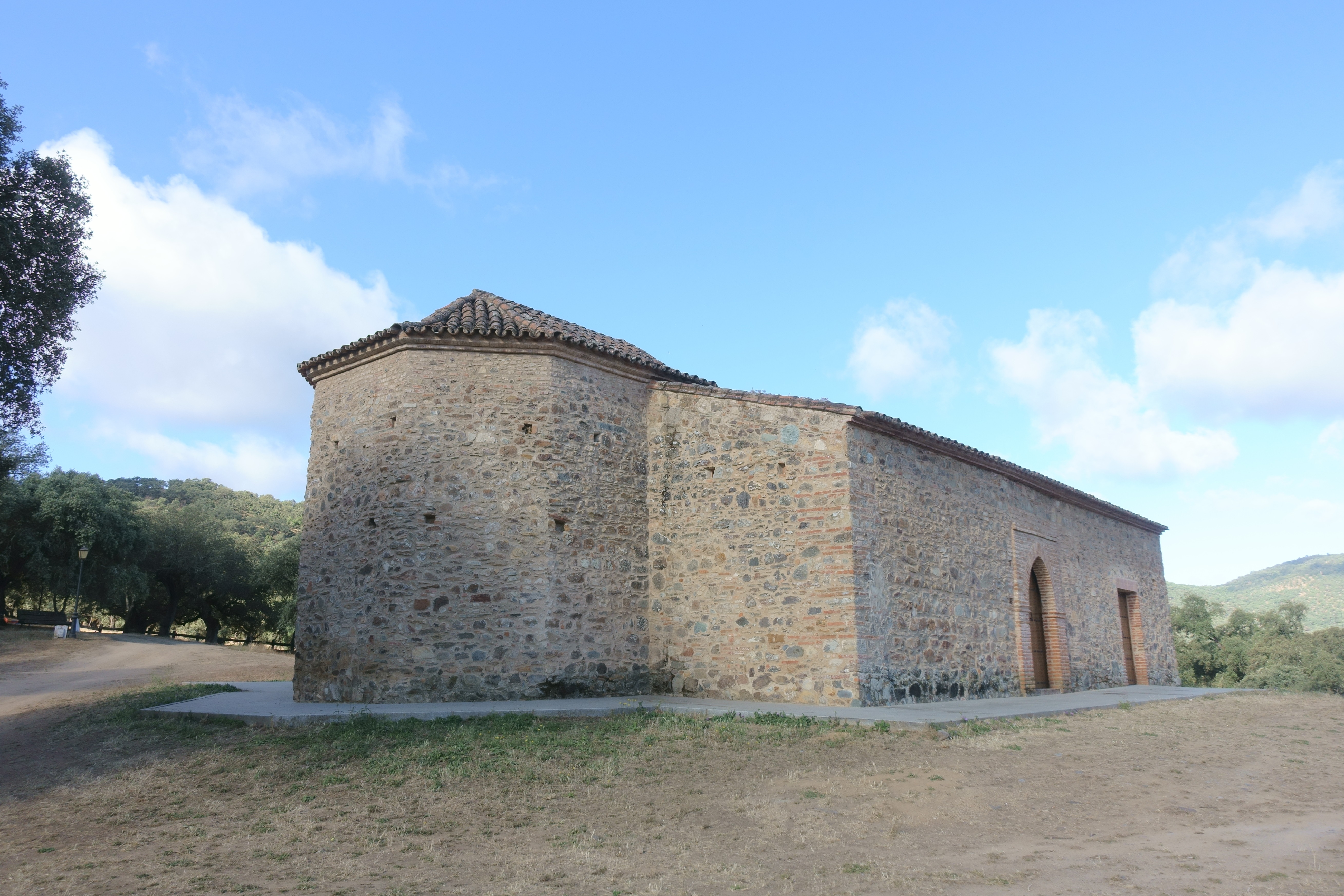
Kapelle der Tugendhaftigkeit
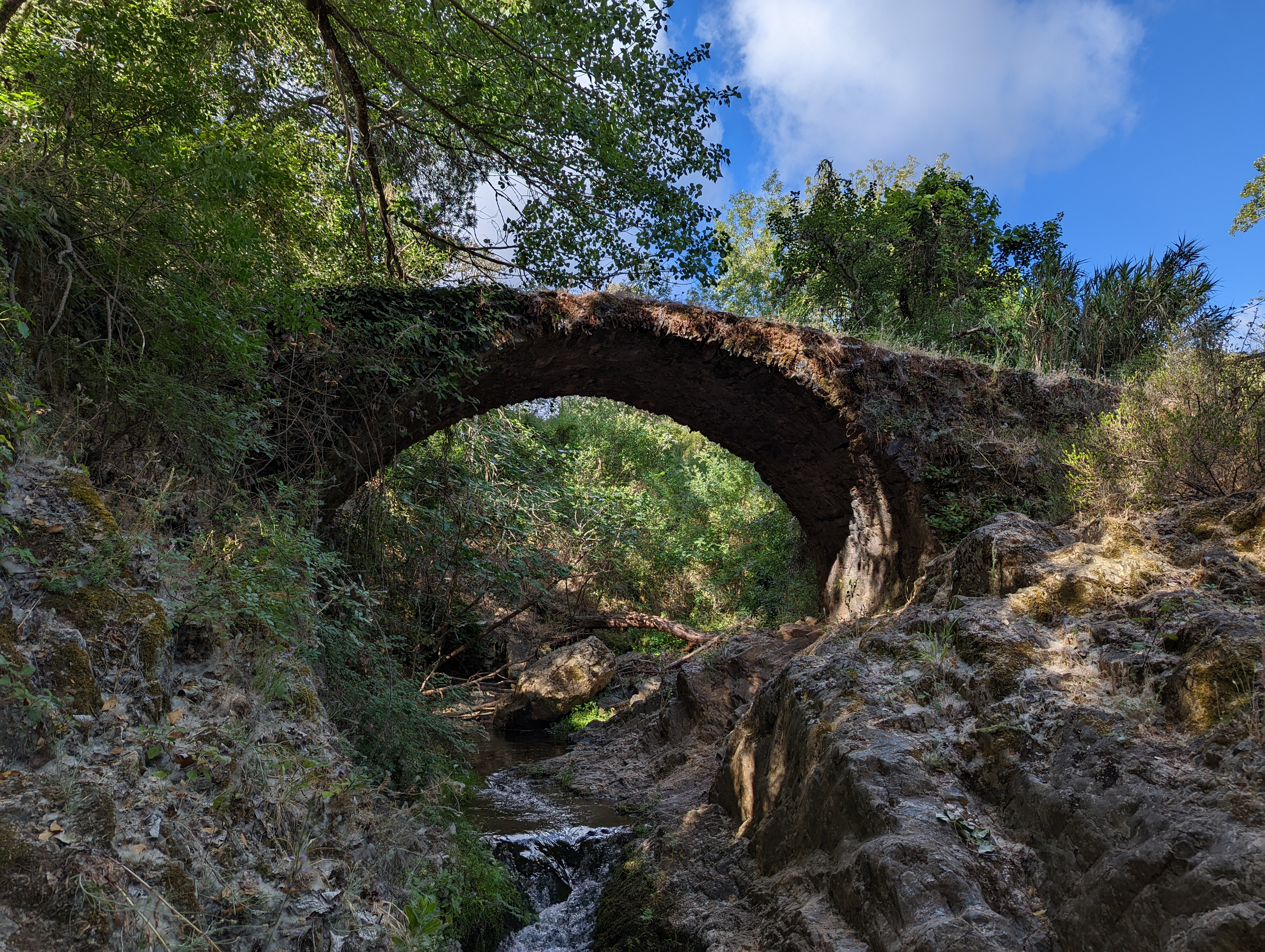
Mittelalterliche Brücke
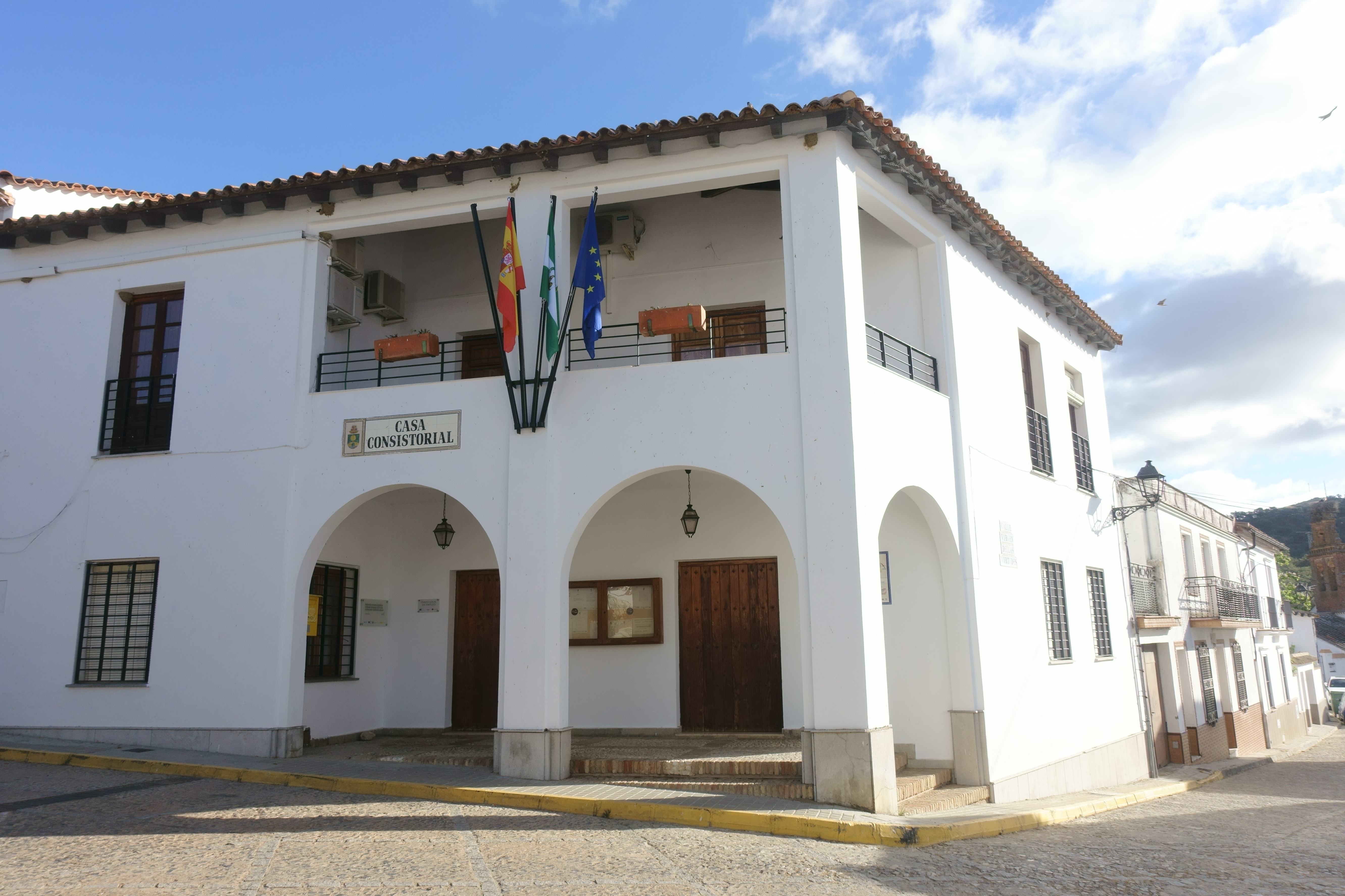
Rathaus